# Nicole Risse-Kaufmann
Nicole Risse-Kaufmann (geb. Kaufmann * 1973 in Speyer) ist eine deutsche Schauspielerin, Sängerin und Kabarettistin. Sehr oft tritt sie mit ihrem Mann dem Sänger, Songschreiber, Musiker und Schauspieler Martin Risse (* 1968 in Dortmund), Künstlername Mate Irrniss, auf. Gemeinsam haben sie mehrere Kindertheaterstücke wie Mucks Mäuschen Still geschrieben. Das Künstlerehepaar hat zwei Kinder.

## Nicole Kaufmann
Nicole Kaufmann besuchte die Schauspielschule Mannheim, die sie erfolgreich abschloss. Dort lernte sie auch ihren Mann Martin Risse kennen. Ab 1996 trat sie bei zahlreichen freien Produktionen und Theatern als Schauspielerin und Sängerin auf, z. B. am Hoftheater Tromm unter Jürgen Flügge. Als Mitglied des Kabarett-Trios Die Allergiker, gewann sie 1999 den Kleinkunstpreis Baden-Württemberg in der Kategorie bestes Nachwuchskabarett. Mit ihrem Chansonprogramm Ganz nah dran ging sie auf Tournee.

## Martin Risse - Mate Irrniss
Martin Risse absolvierte zunächst eine Ausbildung zum Krankenpfleger, entschloss sich dann aber seine Liebe zur Musik und zum Theater zum Beruf zu machen und besuchte die Schauspielschule Mannheim, wo er auch seine spätere Frau Nicole Kaufmann kennenlernte. Nachdem er diese absolviert hatte, arbeitet er bei verschiedenen freien Produktionen. Martin Risse lehrt auch als Dozent das Fach Bühnenpräsentation an der Schauspielschule Mannheim.

### Musikalisches Schaffen
Der Pianist Franz Geenen vertonte Martin Risses Songreihe, Versoffene Lieder zu vorgerückter Stunde. und beide trugen dann „eine Art Blues für ein Klavier und zwei rauchige Männerstimmen“ dem Publikum vor.

## Gemeinsames Auftreten und Schaffen
Kaufmann und Irrniss gehörten mehrmals gemeinsam Ensembles von Theatern an, so z. B. dem Kinder- und Jugendtheater Speyer und dem Theater MicroMacro im Odenwald.
Im September 2001 gründeten sie auf Schloss Steinhausen in Bommern das kleine Theater Traumland, wo sie selbst mit Partnern und Gästen Theaterstücke aufführten und Liederabende gaben.

## Zimmertheater Speyer
Am 16. November 2006 gründeten Nicole Kaufmann und Martin Risse in Speyer zusammen mit Florian Kaiser das ZimmerTheater Speyer, ein Kleintheater für 50 Personen, dem die Stadt Speyer als Spielstätte den Raum im rechten Flügel ihres Rathauses, Maximilianstraße 24 zur Verfügung stellte. Ursprünglich war der Keller des Kulturhofes Flachsgasse vorgesehen, der sich aber als baulich unzureichend und schimmelfeucht herausstellte. Nach umfangreichen Sanierungsarbeiten ist der Umzug vom Rathaus in den dahinter liegenden Komplex Kulturhof für 2009 geplant.
Das Programm besteht aus Liederabenden, kabarettistischen Liederabenden, wie das Programm Singing for Cash mit Liedern von Johnny Cash, Kabarett und Theaterstücken.